# Kostel svatého Vavřince (Ves)
Kostel svatého Vavřince je sakrální stavba vybudovaná ve Vsi, součásti Černous ve Frýdlantském výběžku Libereckého kraje na severu České republiky. Od roku 1966 je kostel s farou chráněn jako kulturní památka. Od 4. června 2019 je památkově chráněna i ohradní zeď s bránou.

## Popis

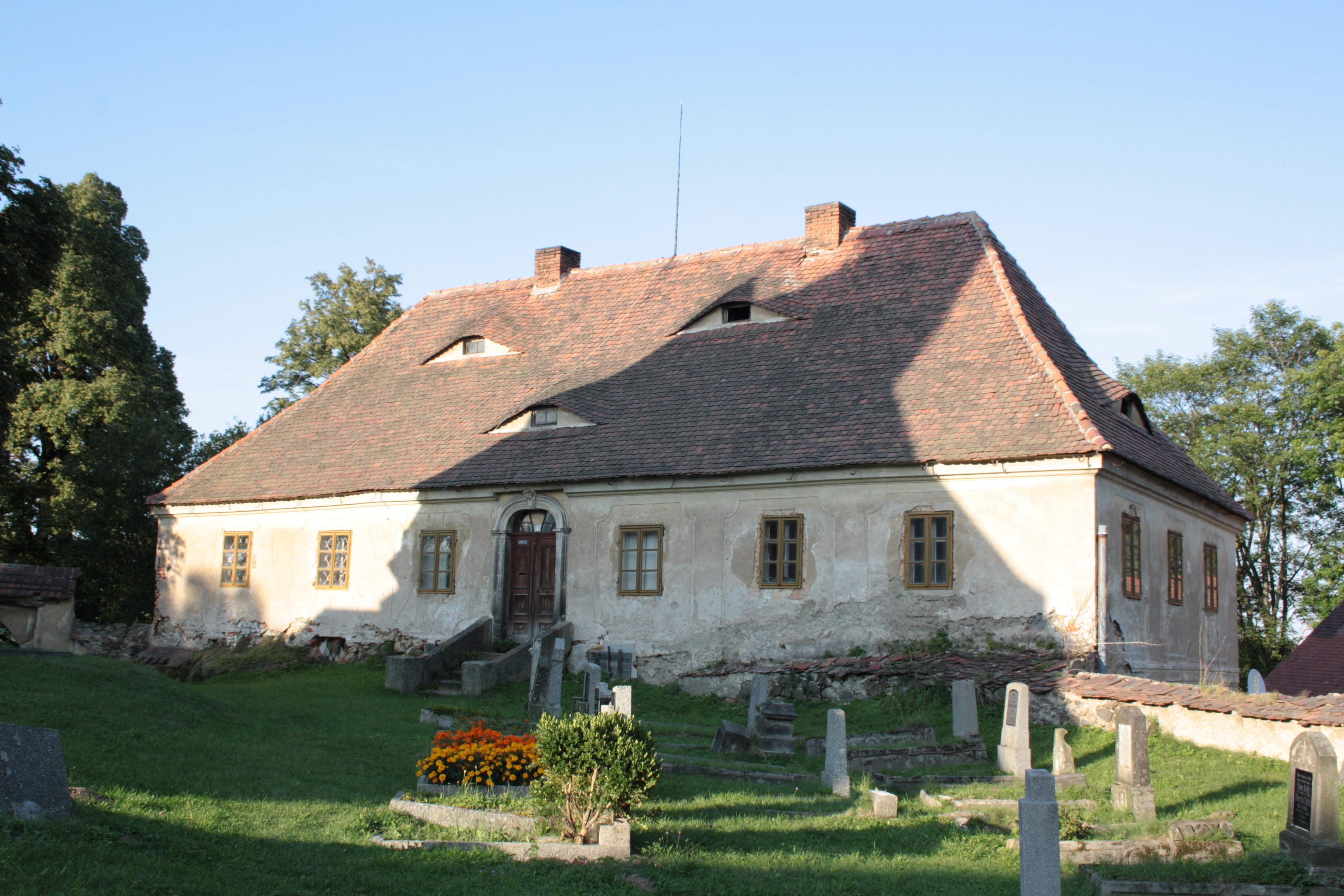
Fara

Objekt byl postaven v roce 1519 v pozdně gotickém stylu. Je považován za nejcennější místní památku. Kostel stojí na návrší uprostřed osady. Sakrální objekt je zde prvně zmiňován roku 1306, což z něj dělá nejstarší písemně zaznamenaný kostel na území celého Frýdlantska (některé zdroje stavbu označují za jednu z nejkrásnějších církevních staveb na Frýdlantsku). Existují však indicie, že zde zděná stavba stála již v 10. století.
V kryptě kostela a na hřbitově rozkládajícím se kolem stavby se nachází hroby šlechticů, jimž patřili lenní statky v okolí. Nachází se tu cenné náhrobníky například Ernsta von Borau (z roku 1616) či Friedricha von Uechtritz (1661). Další náhrobníky lze nalézt též ve hřbitovní zdi kruhově ohrazující celý areál. Jeden z nich obsahuje reliéf ukřižovaného z roku 1731. Na hřbitově se navíc nachází též márnice.
Součástí areálu je též barokní fara vybudovaná během 18. století.

### Varhany
Uvnitř kostela se nacházely varhany se třemi měchy, které postavil Johann Jakub Josef Richter za cenu 160 zlatých. V roce 1836 nástroj opravoval Friedrich Reiß a za své práce si naúčtoval 50 zlatých a 30 krejcarů. Ke konci 19. století (roku 1890) dostal kostel nový nástroj pořízený za 1300 zlatých u firmy Rieger z Krnova.
Dispozice Richterových varhan:
| Manuál: |             |          |
| 1.      | Copel Mayor | (8')     |
| 2.      | Copel Minor | (4')     |
| 3.      | Julli Silva | (4')     |
| 4.      | Principal   | (2')     |
| 5.      | Quinta      | (1 1/2') |
| 6.      | Octava      | (1')     |
| 7.      | Cimbal      | (1/2')   |

| Pedál: |        |       |
| 8.     | Subbaß | (16') |